# Ante Gotovina
Ante Gotovina (Pašman, 12 oktober 1955) is een voormalige generaal van het Kroatische leger die in de Kroatische Onafhankelijkheidsoorlog aan het opperbevel stond van Operatie Storm. Hij was lid van het Frans Vreemdelingenlegioen, waar hij opklom tot instructeur van de commando's.
Toen het Joegoslavische Volksleger (JNA) en de Servische rebellen Zadar aanvielen in 1991, keerde hij terug om zich bij de verdediging van zijn land te voegen. In het jonge Kroatische leger klom hij de volgende jaren op van kolonel tot generaal.
In augustus 1995 leidde Gotovina de Operatie Storm ('Oluja') waarbij het Kroatische leger binnen 48 uur controle kreeg over het gebied rondom Knin en erin slaagde om West-Slavonië en de Krajina terug te winnen voor Kroatië waarbij veel Serviërs op de vlucht sloegen of werden vermoord. Gotovina is voor zijn handelingen tijdens deze operatie door het Internationaal Strafhof voor voormalig Joegoslavië (ICTY) aangeklaagd. Voor dit opperbevel werd hij vanaf 2001 gezocht door het Joegoslaviëtribunaal en na vier jaar op 7 december 2005 ook daadwerkelijk gevonden in Tenerife. Op 16 november 2012 deed het Joegoslaviëtribunaal uitspraak: zijn strijd tegen de Serviërs kon niet worden beschouwd als 'etnische zuivering'. Hij kon meteen naar huis.

## Amerikaanse hulp tijdens Operatie Storm
De heldenrol van Gotovina in Operatie Storm werd geflatteerd door de Amerikaanse hulp die hij kreeg. Er bestaan zelfs foto's uit die tijd waarop Gotovina samen met Amerikaanse militaire adviseurs is te zien.

## Levensloop
Gotovina, die door zijn optreden als levende legende onder de Kroaten wordt beschouwd behoorde geenszins tot het militaire establishment van Kroatië. De generaal had zijn militaire ervaring opgedaan als lid van het Franse vreemdelingenlegioen en had jaren in het buitenland vertoefd. Daar verkeerde hij onder meer in criminele en extreemrechtse kringen, zoals het Franse Front National van Jean Marie Le Pen. In Frankrijk heeft hij ook een jaar vastgezeten wegens ontvoering van een rijke industrieel. Pas in 1990 keerde Gotovina terug naar zijn moederland om zich aan te sluiten bij de strijd voor een onafhankelijk Kroatië. Door de vele, deels criminele contacten die hij in Europa, Afrika en vooral Latijns-Amerika had opgebouwd, kon hij lange tijd zijn arrestatie ontlopen. Maar minstens zo belangrijk was dat de nationalistische Kroatische regering aanvankelijk helemaal niet meewerkte aan de jacht op Gotovina.
Gotovina is getrouwd met de Kroatische kolonel Dunja Zloić met wie hij een zoon heeft, Ante, geboren in 1994. Voor zijn tweede huwelijk was hij samen met de Kroatische radio/televisie reporter Vesna Karuza, met wie hij een dochter heeft genaamd Ana, geboren in 1994. Gotovina heeft nog een dochter uit zijn eerste huwelijk met de Colombiaanse journaliste Ximena, voor de oorlog.

## Nationale Held
Ante Gotovina is ereburger van de stad Zadar. Hier hangen diverse posters van hem. Na zijn arrestaties in Tenerife en de uitlevering aan het Joegoslaviëtribunaal in Den Haag werden diverse grote demonstraties gehouden. Onder andere in Zagreb, waar een demonstratie door de politie met geweld uit elkaar werd geslagen.
Velen in Kroatië denken dat de gegevens (telecomgegevens) welke geleid hebben tot de aanhouding van Gotovina in het buitenland afkomstig waren van de Kroatische overheid. Dit om de toetreding tot de EU te vergemakkelijken. De kwestie Gotovina ligt in Kroatië onder de bevolking uiterst gevoelig.
In april 2011 is Ante Gotovina veroordeeld tot 24 jaar cel door het Joegoslaviëtribunaal. Hij werd verantwoordelijk gehouden voor oorlogsmisdaden die gepleegd werden onder zijn verantwoordelijkheid als bevelhebber van het Kroatische leger tijdens de actie Storm ('Oluja').

## Vrijspraak
Op 16 november 2012 is Ante Gotovina door het Joegoslaviëtribunaal in Hoger Beroep vrijgesproken van alle aanklachten en werd hij meteen vrijgelaten. Dezelfde dag is Ante Gotovina teruggekeerd naar Kroatië.
De rechters van de Kamer van Beroep kwamen tot de conclusie dat er geen plan van hogerhand was om de Serven te verdrijven. Volgens de VN-aanklagers waren Gotovina en Tudjman daarbij betrokken. De beroepsrechters vonden daar geen bewijs voor.